# D’Appolito-Anordnung
Die D’Appolito-Anordnung beschreibt verschiedene Regeln zur Konstruktion von Lautsprechern, die sowohl die Anordnung als auch die Ansteuerung der einzelnen Lautsprecherchassis betreffen.

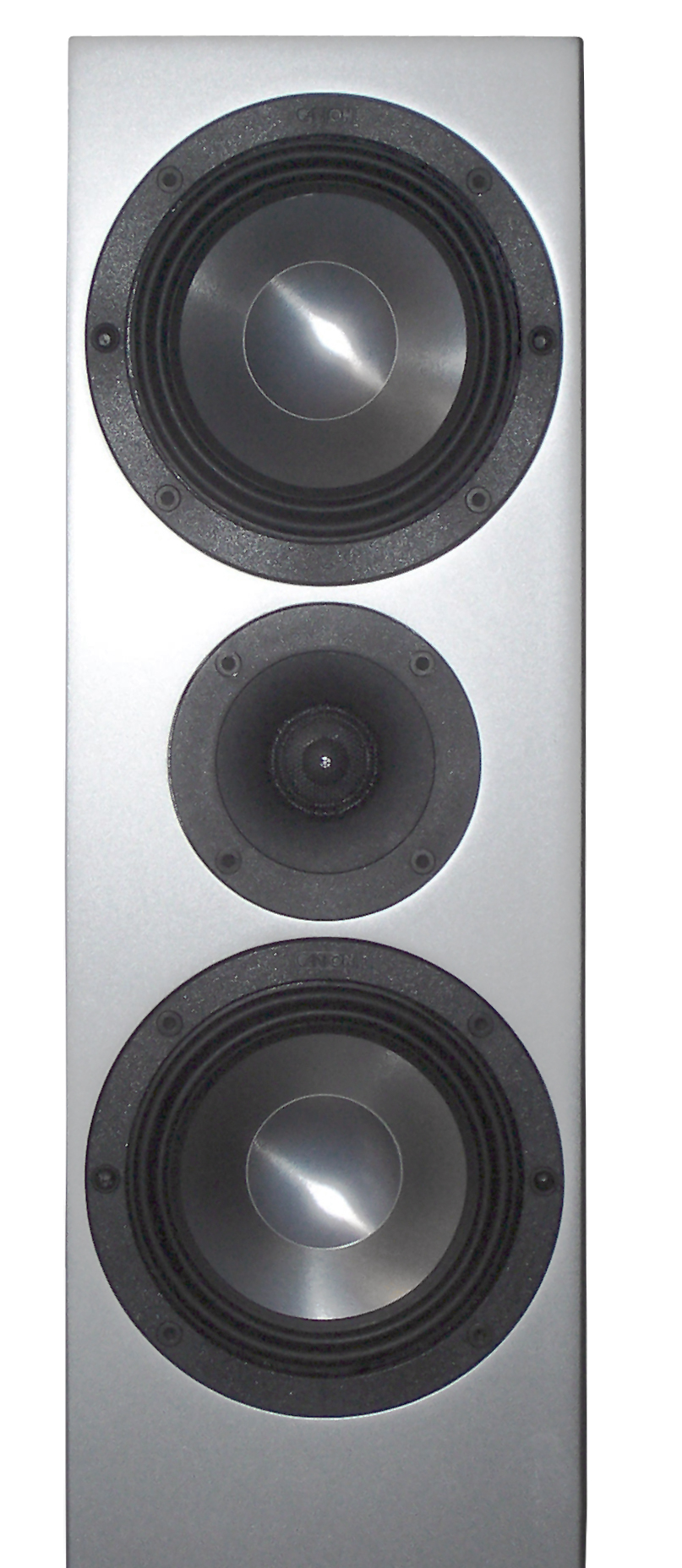
Lautsprecher in D’Appolito-Anordnung

## Geschichte
Seit den späten 1960er Jahren sind Lautsprecherkonfigurationen nach dem „(Tief)mittelton-Hochton-(Tief)mittelton“-Muster (im Englischen ‚Midwoofer-Tweeter-Midwoofer‘ oder kurz ‚MTM‘) bekannt. Schwierig zu handhaben war hierbei die räumliche Abweichung der Abstrahlung der Mitteltöner und des Hochtöners voneinander.
Das Abstrahlverhalten ist vorstellbar als „Strahlungskeule“ (im Englischen als ‚acoustisc lobe‘ bezeichnet), es variiert bei bestimmten Frequenzen und ist (bei mehreren Lautsprecherchassis) an der Hörposition vorbeigerichtet, wenn man den Lautsprecher von der Seite betrachtet. Die Richtcharakteristik einer Kombination von zwei oder mehr Chassis ist bei „stehender“ Anordnung (vertikal) ober und unter der Hörposition, bei „liegender“ Anordnung (horizontal) an der Seite vorbei wirkend. Dieses „Wegkippen“ der Abstrahlung von der Mitte entsteht schon bei normalen Zweiwege-Boxen in „(Tief)mittelton-Hochton“-Konfiguration (englisch ‚Midwoofer-Tweeter‘, ‚MT‘) und führt zu einer Verzerrung der Abstrahlung bei einer bestimmten Übernahmefrequenz zwischen den Lautsprecherchassis. Dem kann durch räumliche Anordnung der Chassis an der Gehäusefront (z.Bsp. Versetzen) und zeitliche Abstimmung aufeinander (englisch ‚Time Alignment‘) entgegengewirkt werden (siehe auch Lautsprecherbox#Arten von Lautsprecherfronten).
Die D’Appolito-Anordnung wurde von dem US-Amerikaner Joseph D’Appolito entwickelt. Er beschäftigte sich damit, wie man den maximalen Schalldruck (Wirkungsgrad) des Satellitensystems nach Siegfried Linkwitz erhöhen könnte, ohne Qualitätseinbußen in Kauf nehmen zu müssen. D’Appolito stellte seine Erkenntnisse 1983 im Rahmen einer Konferenz der Audio Engineering Society in New York vor.

### Herkömmlicher MTM-Aufbau
Viele Lautsprecher, die wegen gleich großer Chassis über und unter dem Hochtöner so aussehen, als seien sie 2-Wege-D’Appolito-Lautsprecher, sind tatsächlich 2½-Wege-Lautsprecher. Die zwei Tiefmitteltöner werden im Frequenzbereich (und Pegel) unterschiedlich betrieben. Im Mitteltonbereich ist also nur ein Chassis aktiv, womit die von D’Appolito vorgesehene Bündelung nicht gegeben ist (aber auch ein KammFilterEffekt weitgehend ausgeschlossen werden kann). Auch vermeintliche „D’Appolito-Center“ (Lautsprecher für den Zentrumskanal in einer Raumklang-Mehrkanal-Anordnung, wie im Heimkino) sind häufig 2½-Wege-Lautsprecher ohne ausgeprägten Bündelungseffekt.

### D’Appolito-Aufbau
Bei Lautsprechern, die auf eine D’Appolito-Anordnung aufbauen, sind zwei Tiefmittel- bzw. Mitteltöner-Chassis symmetrisch über und unter dem Hochtöner angeordnet und werden parallel betrieben. Beide strahlen also den Frequenzbereich bis zur Einsatzfrequenz des Hochtöners ab. Dadurch werden die nach oben und unten abgestrahlten Schallanteile aufgrund von Phasenverschiebungen und der damit verbundenen Interferenzeffekte minimiert. Die Verminderung von Schallreflexionen an Decke und Fußboden soll zu einer deutlich besseren räumlichen Auflösung führen. Es kommt zu einem vertikalen Bündelungseffekt (ähnlich einem „Punktstrahler“), dieser ist mehr auf die Hörposition gerichtet. Gerade bei Heimkino-Systemen sind Standboxen mit D’Appolito-Anordnung zu finden (typisch mit ‚THX‘-Zertifizierung), da die weiterhin breite horizontale Abstrahlung für mehrere Zuhörer sinnvoll erscheint.
Bei einer „echten“ D’Appolito-Anordnung darf der Abstand der beiden Membranzentren der Mitteltöner nicht größer sein als zwei Drittel der Wellenlänge der Trennfrequenz von Mittel- und Hochtöner. Damit wird laut D’Appolito das Optimum des Abstrahlverhältnisses erreicht. Es kommt im Bereich der Übernahmefrequenz zur Ausbildung einer einzigen Hauptstrahlkeule, die es den Hörern erlaubt, über den gesamten horizontalen Bereich ihre Hörposition zu verändern, ohne Klangeinbußen befürchten zu müssen. Ein weiteres Kriterium für die D’Appolito-Anordnung ist eine Lautsprecherweiche mit ungerader Ordnung. Im Normalfall werden dazu akustische Hoch- und Tiefpässe 3. Ordnung verwendet und somit eine 18-dB-Trennung erzielt.

### Horizontale Anordnung
Eine dem Zweck nicht entsprechende Interpretation dieses Konzeptes sind „liegende“ D’Appolito-Center. Diese bündeln horizontal stark und ungleichmäßig (KammfilterEffekte). Durch die von Interferenzen geprägte Abstrahlung beschallt ein solches Konstrukt sauber nur den genau in der Mitte sitzenden Zuhörer. Hier sind dagegen die Vorteile der aufwendigeren  2½ Wege wichtig. Der Vorteil dieser Art von Lautsprecher ist, dass sie platzsparend auf oder unter einen Fernseher gelegt werden können. Des Weiteren entspricht die horizontal symmetrische Anordnung der Chassis ästhetischen Gesichtspunkten.

## Beispielrechnung
Wellenlänge:
{\displaystyle \lambda ={\frac {c}{f}}}
({\displaystyle \lambda } ist die Wellenlänge, {\displaystyle c}  die Schallgeschwindigkeit in Luft (ca. 340 m/s), {\displaystyle f} die Frequenz.)
Umgestellt auf den Grundsatz von D’Appolito wäre die Formel dann
{\displaystyle f\leq {\frac {2\,c}{3\,d}}\;,}
wobei {\displaystyle d} der Abstand der Zentren der Mitteltöner ist.
Liegt nun der Abstand (d) der Zentren der beiden Mitteltöner bei 21,5 cm (0,215 m, das entspricht in etwa dem resultierenden Abstand bei der Verwendung von zwei 4-Zoll-Chassis und einem Hochtöner mit 9 cm Frontplatte), würde man rechnen:
{\displaystyle f\leq {\frac {2\cdot 340}{3\cdot 0{,}215}}=1054}  (gerundet).
Die Trennfrequenz zwischen Mittel- und Hochtöner läge damit bei ca. 1054 Hz, was praktisch nur schwer zu erreichen ist, da sich nur wenige Hochtöner so tief trennen lassen. Realistischer sind Trennfrequenzen über 2000 Hz.
In der Regel ist eine echte D’Appolito-Anordnung sehr schwer einzuhalten, da der Hochtöner meist viel zu groß ist und damit der Abstand der beiden Mitteltöner weiter auseinander liegt als es die Formel zulässt. Obwohl viele Boxenhersteller sich rühmen, Lautsprecher nach D’Appolito zu entwickeln, gibt es nur äußerst wenige „echte“ Boxen in dieser Anordnung. Das Nichteinhalten des Prinzips führt aufgrund der weiter auseinanderliegenden Chassiszentren zu Interferenzen im Mitteltonbereich und somit zu einem ungleichmäßigen Abstrahlverhalten in vertikaler Richtung.
Die Schwierigkeit der geringen physikalischen Abstände von Hoch- zu Mitteltonbereich wird von manchen Herstellern dadurch umgangen, indem sie in einer 3-Wege-Konstruktion den Hoch- und Mitteltöner als Coaxialchassis ausführen. Der Mitteltöner liegt dabei oft ringförmig eng um den Hochtöner herum. Die Tieftöner haben dann bei relativ niedrigen Übernahmefrequenzen zum Mitteltonbereich einen größeren konstruktiven Spielbereich, die D'Appolito-Bedingungen vollständig zu erfüllen.